# 嵐寛寿郎プロダクション
嵐寛寿郎プロダクション（あらしかんじゅうろうプロダクション）は、かつて京都に存在した映画会社である。1928年（昭和3年）4月にマキノ・プロダクションを片岡千恵蔵らとともに脱退したスター俳優嵐寛寿郎が設立したスタープロダクションであり、貸しスタジオの双ヶ丘撮影所で5本のサイレント映画を製作した「第1期」（1929年2月解散）と、1931年（昭和6年）ふたたび同地に撮影所を持ったのちに太秦へと移転した「第2期」（1937年解散）がある。70本以上の作品を生み出し、また山中貞雄を映画監督としてデビューさせたことでも知られる。略称寛プロ（かんプロ）。

## 略歴・概要

### 第1期
1927年（昭和2年）3月、マキノ・プロダクションに入社し、牧野省三の命名によって嵐和歌太夫から「嵐長三郎」に改名した嵐寛寿郎は、生涯の当たり役となる「鞍馬天狗」の役で『鞍馬天狗異聞 角兵衛獅子』をもって華々しい映画デビューとなった。わずか1年の間に28本（25本）もの映画に出演したが、翌1928年（昭和3年）4月に同社を退社、名も「嵐寛寿郎」と改めて、設立したのがこの「嵐寛寿郎プロダクション」（寛プロ）である。
同時期に片岡千恵蔵、山口俊雄、中根龍太郎、市川小文治らスター俳優がマキノを退社し、それぞれが設立したプロダクションと寛プロを含めた5社をもって「日本映画プロダクション連盟」を設立、マキノを退社した河合広始と田中十三が建設した京都・双ヶ丘の貸しスタジオ「日本キネマ撮影所」（双ヶ丘撮影所）を共同で使用し、製作を開始した。またそれに先立つ同年4月、配給業者による中間搾取のない製作と興行の直結を訴える山崎徳次郎が「日本活動常設館館主連盟映画配給本社」を結成、5つのスタープロダクションを製作費と興行の面で支えることとなった。
寛プロ設立第1作はやはり『鞍馬天狗』、「館主連盟」の主要館である神戸の「菊水館」を中心に同年7月12日に公開された。しかし「館主連盟」が7月末には瓦解、5つのプロダクションのうち3つが解散を余儀なくされていく。そのなかで片岡千恵蔵プロダクションと「寛プロ」だけが製作をつづけたが、設立第5作『鬼神の血煙』をもって解散、1929年（昭和4年）2月、嵐寛寿郎は東亜キネマ京都撮影所（等持院撮影所）にスター級幹部俳優として迎えられることとなった。

### 第2期
1931年（昭和6年）5月、ふたたび「嵐寛寿郎プロダクション」名義、東亜キネマ配給で嵐の主演作が発表され始める。第1作は『都一番風流男』で、4作がこのくくりで公開されたのちに、同年8月、東亜キネマ京都撮影所長の高村正次とともに嵐は東亜を退社、第2期「寛プロ」が設立され、同年9月に帝国キネマから改組された新興キネマとの提携のもと、作品が発表される。嵐は俳優・スタッフを含めた50数名を率いて、双ヶ丘撮影所に拠点を構えた。
第2期「寛プロ」作品は、新興キネマのドル箱となり、多くの作品を製作した。1933年（昭和8年）には撮影所を拡張、さらに1935年（昭和10年）4月には太秦に新撮影所を建設、「嵐寛寿郎プロダクション太秦撮影所」として移転した。
ところが、1936年（昭和11年）になると松竹の専務取締役に就任した城戸四郎が新興キネマの製作指揮を行うようになり、提携しているスタープロダクションとの解約を推進した。同年12月には、阪東妻三郎プロダクション、高田稔プロダクションが解散を余儀なくされ、ついに翌1937年（昭和12年）、7月29日に公開された『御存知鞍馬天狗 千両小判』を最終作として、同年8月6日、第2期「寛プロ」は解散、110数名におよぶ全従業員を、永田雅一が所長をつとめる新興キネマ京都撮影所に預けることとなった。
嵐は浪人の身となり、自由を謳歌したのち、1938年（昭和13年）に日活京都撮影所に入社した。

## 註
1. 1 2 3 4 5 6 7  『日本映画俳優全集・男優編』（キネマ旬報社、1979年）の「嵐寛寿郎」の項（p.23-27）を参照。同項執筆は滝沢一。
2. 1 2  日本映画データベースの「嵐寛寿郎」の項の記述を参照。
3. ↑  立命館大学衣笠キャンパスの「マキノ・プロジェクト」サイト内の「双ヶ丘撮影所」の記述を参照。
4. ↑  立命館大学衣笠キャンパスの「マキノ・プロジェクト」サイト内の「嵐寛寿郎プロダクション撮影所」の記述を参照。